# Clavicornaltica schereri
Clavicornaltica schereri là một loài bọ cánh cứng trong họ Chrysomelidae. Loài này được Basu & Sen Gupta miêu tả khoa học năm 1982.